# Le Mystère Picasso
Le Mystère Picasso (br.: O mistério de Picasso) é um filme documentário francês de 1956 dirigido por Henri-Georges Clouzot, com música de Georges Auric. O filme não traz aspectos biográficos pois busca retratar o artista Pablo Picasso em exercício de seu processo criativo. É mostrada a produção de cerca de vinte telas, tendo sido utilizado um vidro transparente para exibir a evolução de cada obra desde uma folha em branco até o acabamento, sem mostrar o artista. O filme é em preto e branco para os traços com lápis, carvão ou tintas dessas cores, e colorido para as pinturas. Aparecem em cena por breves momentos, em filmagens em preto e branco, o próprio Picasso, além do diretor Clouzot e o cinegrafista Claude Renoir. Têm-se que as pinturas vistas foram todas destruídas, para serem apreciadas apenas através do filme, mas algumas podem ter sobrevivido.
Não foi o primeiro documentário a mostrar Picasso pintando para a câmera. Em 1949 foi lançado na Bélgica Visita a Picasso.

## Festival de Cannes
- O documentário foi apresentado no Festival de Cannes de 1956, vencendo um Prêmio Especial do Juri por unanimidade [2]
- Foi homenageado no Festival de Cannes de 1982[3]

## Amizade do diretor com o artista
Clouzot e Picasso se conheciam desde a década de 1920, quando o diretor se mudara para Paris e frequentava o meio artístico em companhia de um tio. A ideia para o documentário surgira em 1952, quando ambos eram vizinhos. Picasso morava em Vallauris e Clouzot, já reconhecido pelo sucesso do filme Le Salaire de la peur, em Saint-Paul. Três anos depois, Clouzot apresenta algumas pinturas próprias no estilo Braque a Picasso que se mostra atencioso e crítico. Clouzot pensa em escrever um roteiro em que cada um dos dois homens explore os respectivos talentos. As filmagens ocorreram nos Estúdios La Victorine em Nice entre julho, agosto e setembro de 1955, com visitas no set de pessoas conhecidas como Prévert, Cocteau e o ator e diretor Louis Daquin.